# سرخ‌کلا (آمل)
سرخ کلا، روستایی سرسبز و زیبا  از توابع بخش دشت‌سر شهرستان آمل در استان مازندران ایران.

## جمعیت
این روستا در دهستان دشت‌سر شرقی قرار دارد و براساس سرشماری مرکز آمار ایران در سال ۱۳۸۵، جمعیت آن ۱۳۷۴ نفر (۳۴۲خانوار) بوده‌است.